# Chlaenius spoliatus
Chlaenius spoliatus — вид жужелиці, що проживає в Палеарктиці (включаючи Європу), Близькому Сході і Північній Африці. В Європі зустрічається в Албанії, Австрії, на Балеарських островах, Боснії і Герцеговині, Болгарії, Канарських островах, Корсиці, Криті, Хорватії, Чехії, Європейській частині Туреччини, материковій Франції, материковій Греції, Угорщині, материковій Італії, Молдові, Північній Македонії, Польщі, Румунії, Центральній і Південній Росії, Сардинії, Сицилії, Словаччині, Словенії, материковій Іспанії, Україні та Югославії.